# HQ Большой Медведицы
HQ Большой Медведицы (лат. HQ Ursae Majoris), HD 99983 — одиночная переменная звезда в созвездии Большой Медведицы на расстоянии приблизительно 538 световых лет (около 165 парсеков) от Солнца. Видимая звёздная величина звезды — от +7,21m до +7,16m.

## Характеристики
HQ Большой Медведицы — жёлто-белая пульсирующая переменная звезда типа Дельты Щита (DSCTC) спектрального класса F0.